# Georges Lech
Georges Lech (* 2. června 1945 Montigny-en-Gohelle) je bývalý francouzský fotbalista, útočník.

## Fotbalová kariéra
Ve francouzské Ligue 1 hrál za  RC Lens, FC Sochaux-Montbéliard a Stade Reims, nastoupil ve 382 utkáních a dal 118 gólů. Za reprezentaci Francie nastoupil v letech 1963-1973 ve 35 utkáních a dal 7 gólů.

## Ligová bilance
| Ročník            | Zápasy | Góly | Klub                   |
| ----------------- | ------ | ---- | ---------------------- |
| Ligue 1 1962/1963 | 27     | 4    | RC Lens                |
| Ligue 1 1963/1964 | 30     | 4    | RC Lens                |
| Ligue 1 1964/1965 | 33     | 5    | RC Lens                |
| Ligue 1 1965/1966 | 34     | 17   | RC Lens                |
| Ligue 1 1966/1967 | 31     | 25   | RC Lens                |
| Ligue 1 1967/1968 | 32     | 16   | RC Lens                |
| Ligue 1 1968/1969 | 24     | 7    | FC Sochaux-Montbéliard |
| Ligue 1 1969/1970 | 33     | 12   | FC Sochaux-Montbéliard |
| Ligue 1 1970/1971 | 33     | 11   | FC Sochaux-Montbéliard |
| Ligue 1 1971/1972 | 28     | 9    | FC Sochaux-Montbéliard |
| Ligue 1 1972/1973 | 14     | 2    | Stade Reims            |
| Ligue 1 1973/1974 | 20     | 2    | Stade Reims            |
| Ligue 1 1974/1975 | 24     | 2    | Stade Reims            |
| Ligue 1 1975/1976 | 19     | 2    | Stade Reims            |
| CELKEM Ligue 1    | 382    | 118  |                        |